# 上坂信男
上坂 信男（うえさか のぶお、1927年（昭和2年） - 2018年（平成30年）4月8日）は、国文学者。文学博士（青山学院大学・論文博士・1981年）（学位論文「源氏物語の研究」）。『源氏物語』が専門だが、現代文学も論じる。

## 来歴
神奈川県横須賀市生まれ。1950年早稲田大学高等師範部卒業。関東学院六浦高等学校教諭、青山学院大学助教授、1981年「源氏物語の研究」で青山学院大学より文学博士の学位を取得。早稲田大学文学部教授、1993年共立女子大学文芸学部教授。1997年退職。

## 著書
- 『物語序説』有精堂選書、1967
- 『伊勢物語評解』有精堂出版、1969
- 『古代物語の研究 長篇性の問題』笠間書院、1971
- 『源氏物語 その心象序説』笠間選書、1974
- 『源氏物語往還』笠間書院、1978
- 『百人一首・耽美の空間』右文書院、1979
- 『源氏物語の思惟・序説 古代物語の研究続』笠間書院、1982
- 『虚往実帰 井上靖の小説世界』右文書院、1985
- 『川端康成 その『源氏物語』体験』右文書院、1986
- 『演劇史にみる源氏物語転生』右文書院、1987
- 『室生犀星と王朝文学』三弥井書店、1989
- 『竹取物語全評釈 古注釈篇』右文書院、1990
- 『古典の水脈』新典社研究叢書、1995
- 『源氏物語捷径』全4巻、別冊、江ノ電沿線新聞社、1999－2001
- 『竹取物語全評釈 本文評釈篇』右文書院、1999
- 『太虚へ 辻邦生歴史小説の世界』右文書院、2004
- 『光源氏・女人群像 藤壺と六条御息所 源氏物語受容史一斑』右文書院、2005

### 共編著
- 『古典文問題精選 集中ゼミ方式』編 有精堂出版、1966
- 『九本対照竹取翁物語語彙索引』編 笠間書院、1980 笠間索引叢刊
- 『『源氏物語』の思惟 その"ことば"に読む』湯本なぎさ共著 右文書院、1993
- 『源氏物語の思惟と表現』編、新典社研究叢書、1997
- 『源氏物語の方法』湯本なぎさ共著 明現社、1997

### 訳注
- 『竹取物語 全訳注』講談社学術文庫、1978
- 『宇津保物語・俊蔭 全訳注』神作光一共著、講談社学術文庫、1998
- 『枕草子全訳註』神作光一、湯本なぎさ、鈴木美弥共著 講談社学術文庫、1999 - 2003